# Équipe de Belgique de football à la Coupe du monde 1970
Cet article relate le parcours de l'Équipe de Belgique de football lors de la Coupe du monde de football de 1970 organisée au Mexique du 31 mai au 21 juin 1970.

## Qualification

### Groupe 6
C'est la Belgique qui se qualifie pour la phase finale de la Coupe du monde en terminant en tête du groupe 6, devant la Yougoslavie, l'Espagne et la Finlande.
| Rang | Équipe      | Pts | J | G | N | P | Bp | Bc | Diff |  | Résultats (▼ dom., ► ext.) |     |     |     |     |
| ---- | ----------- | --- | - | - | - | - | -- | -- | ---- |  | -------------------------- | --- | --- | --- | --- |
| 1    | Belgique    | 9   | 6 | 4 | 1 | 1 | 14 | 8  | +6   |  | Belgique                   |     | 3-0 | 2-1 | 6-1 |
| 2    | Yougoslavie | 7   | 6 | 3 | 1 | 2 | 19 | 7  | +12  |  | Yougoslavie                | 4-0 |     | 0-0 | 9-1 |
| 3    | Espagne     | 6   | 6 | 2 | 2 | 2 | 10 | 6  | +4   |  | Espagne                    | 1-1 | 2-1 |     | 6-0 |
| 4    | Finlande    | 2   | 6 | 1 | 0 | 5 | 6  | 28 | -22  |  | Finlande                   | 1-2 | 1-5 | 2-0 |     |

## Phase finale

### Premier tour

#### Groupe I
Dans le groupe 1, les hôtes mexicains ont suscité les espérances d'une nation entière en accédant au tour suivant avec l'Union Soviétique, cependant la victoire 1-0 face à la Belgique lors de la dernière journée repose sur un penalty contestable.
| Classement final |                  |     |   |   |   |   |    |    |      |
|                  | Équipe           | Pts | J | G | N | P | BP | BC | Diff |
| 1                | Union soviétique | 5   | 3 | 2 | 1 | 0 | 6  | 1  | +5   |
| 1                | Mexique          | 5   | 3 | 2 | 1 | 0 | 5  | 0  | +5   |
| 3                | Belgique         | 2   | 3 | 1 | 0 | 2 | 4  | 5  | -1   |
| 4                | Salvador         | 0   | 3 | 0 | 0 | 3 | 0  | 9  | -9   |

| 31 mai  | Union soviétique | 0 | 0 | Mexique  |
| 3 juin  | Belgique         | 3 | 0 | Salvador |
| 6 juin  | Union soviétique | 4 | 1 | Belgique |
| 7 juin  | Mexique          | 4 | 0 | Salvador |
| 10 juin | Union soviétique | 2 | 0 | Salvador |
| 11 juin | Mexique          | 1 | 0 | Belgique |

| 3 juin 1970                       | Belgique                               | 3 - 0 | Salvador | Estadio Azteca, Mexico                            |                                                   |
| 16:00 · Historique des rencontres | Van Moer 12e, 54e · Lambert 76e (pen.) |       |          | Spectateurs : 92 000 Arbitrage : Andrei Rǎdulescu | Spectateurs : 92 000 Arbitrage : Andrei Rǎdulescu |
| 16:00 · Historique des rencontres | (Rapport)                              |       |          | Spectateurs : 92 000 Arbitrage : Andrei Rǎdulescu | Spectateurs : 92 000 Arbitrage : Andrei Rǎdulescu |

| 6 juin 1970                       | Union soviétique                                    | 4 - 1 | Belgique    | Estadio Azteca, Mexico                           |                                                  |
| 16:00 · Historique des rencontres | Bychovets 14e, 63e · Asatiani 57e · Khmelnitsky 76e |       | Lambert 86e | Spectateurs : 59 000 Arbitrage : Rudolf Scheurer | Spectateurs : 59 000 Arbitrage : Rudolf Scheurer |
| 16:00 · Historique des rencontres | (Rapport)                                           |       |             | Spectateurs : 59 000 Arbitrage : Rudolf Scheurer | Spectateurs : 59 000 Arbitrage : Rudolf Scheurer |

| 11 juin 1970                      | Mexique         | 1 - 0 | Belgique | Estadio Azteca, Mexico                                    |                                                           |
| 16:00 · Historique des rencontres | Peña 14e (pen.) |       |          | Spectateurs : 105 000 Arbitrage : Ángel Norberto Coerezza | Spectateurs : 105 000 Arbitrage : Ángel Norberto Coerezza |
| 16:00 · Historique des rencontres | (Rapport)       |       |          | Spectateurs : 105 000 Arbitrage : Ángel Norberto Coerezza | Spectateurs : 105 000 Arbitrage : Ángel Norberto Coerezza |

## Source
- GULDEMONT, Henry. 100 ans de football en Belgique: 1895-1995, Union royale belge des sociétés de football association / Henry Guldemont, Bob Deps. - Bruxelles : Vif éd., 1995. - 1 vol. (312 p.) : ill. en noir et en coul., couv. ill. en coul. ; 31 cm.  (ISBN 90-5466-151-8) (rel.).
- HUBERT, Christian. De Montevideo à Orlando / Christian Hubert. - Bruxelles : Labor, 1994. - 215 p. : ill., couv. ill. en coul. ; 22 cm. Titre de couv. et de dos : "Les Diables rouges : de Montevideo à Orlando".  (ISBN 2-8040-1009-0).
- Site de l'URBSFA : actualité de l'équipe de Belgique (nl + fr + de + en)
- L'équipe de Belgique sur le site de la FIFA: infos et statistiques (fr + de + en + es)